# Oscinella vastator
Oscinella vastator är en tvåvingeart som först beskrevs av Curtis 1845.  Oscinella vastator ingår i släktet Oscinella och familjen fritflugor. Arten är reproducerande i Sverige. Inga underarter finns listade i Catalogue of Life.